# Planet of Lana
Planet of Lana è un videogioco a piattaforme di avventura e fantascienza del 2023, sviluppato da Wishfully Studios e diffuso dalla casa di produzione svedese Thunderful Publishing per Windows, Xbox One, Xbox Series X/S il 23 maggio 2023 e per Nintendo Switch, PlayStation 4 e PlayStation 5 il 16 aprile 2024. Nel gioco si assume il controllo di Lana e del suo compagno di viaggio Mui, mentre esplorano un pianeta immaginario invaso da macchine aliene ostili. Il gioco è stato ispirato da videogiochi come Inside, mentre la sua grafica è stata ispirata dai film dello Studio Ghibli.
Planet of Lana ha ricevuto recensioni generalmente positive al momento dell'uscita ed è stato elogiato per la direzione artistica, la narrazione, la musica e il suono, anche se alcune critiche sono state rivolte alla mancanza di innovazione nei suoi enigmi e alla sua breve durata.

## Trama
Sul pianeta Novo, in una galassia lontana, vivono gli esseri umani che hanno costituito una civiltà rurale in assoluta armonia con la natura selvaggia e rigogliosa di questo mondo. Lana, l'adolescente protagonista, vive a Tailo, un villaggio sull'acqua, insieme alla sua gente e alla sorella Ilo. Una sera, Lana, giocando con Ilo, la raggiunge alle pendici di una collina dove sono sepolti i genitori. Improvvisamente dal cielo arrivano migliaia di navicelle dal cui interno dei robot iniziano ad attaccare e distruggere tutto quello che incontrano. Ilo viene rapita da un robot e così tutti gli abitanti di Tailo e poi del resto del pianeta, per motivi inspiegabili. Scampata alla cattura, Lana inizia un viaggio avventuroso per ritrovare la sorella rapita, in compagnia di una creatura misteriosa conosciuta poco dopo, Mui, simile a un gatto. I due attraversano molti ambienti, dalle montagne alle foreste, dalle paludi alla costa, dal mare al deserto, sfuggendo agli animali selvaggi di Novo e agli attacchi dei robot in perlustrazione, per raggiungere il cuore di questi invasori alieni e scoprendo la storia dei loro predecessori, giunti con un viaggio interstellare in tempi remoti dalla Terra - forse inabitabile - su Novo, per salvare il genere umano e con esso ripopolare un giorno il pianeta natale, di cui il ricordo è andato perduto tra i loro discendenti. Tuttavia, Lana riuscirà a ritrovare Ilo e a liberare la sua gente.

## Modalità di gioco
Planet of Lana è un gioco in 2D a piattaforme a scorrimento laterale dove si assume il controllo di Lana, una giovane ragazza che esplora il pianeta in cui si trova, che è stato invaso da macchine aliene ostili per salvare sua sorella che è stata rapita. Durante la sua avventura, è accompagnata da una creatura simile a un gatto di nome Mui. Entrambi devono lavorare insieme per attraversare il mondo del gioco e risolvere vari enigmi. Lana e Mui non possono attaccare direttamente le macchine aliene o altre creature ostili e devono fare affidamento su tattiche furtive per evitare di essere scoperti o utilizzare l'ambiente a proprio vantaggio per superare qualsiasi potenziale minaccia.